# ГЕС Ешен 1
ГЕС Ешен 1 – гідроелектростанція на південному заході Туреччини. Знаходячись перед ГЕС Ешен 2 (43,4 МВт), становить верхній ступінь каскаду на річці Ешен, яка впадає до Середземного моря на південному узбережжі стародавньої Лікії біля античного порту Патара (у давнину річка носила назву Ксанф, а зараз передусім відома туристам завдяки каньйону Сакликент).

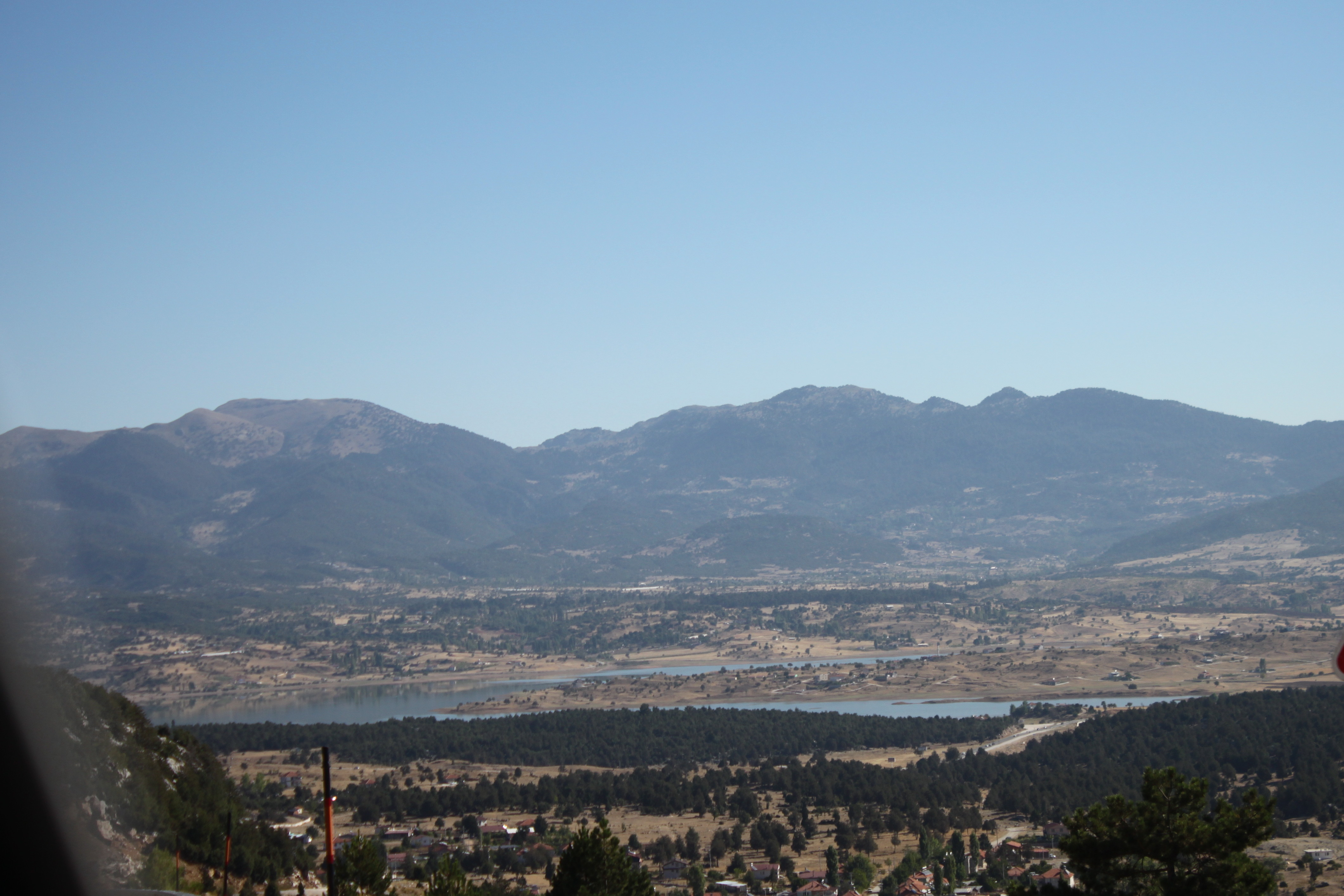
Дамба Ешен у Яйлапатлангич; Провінція Сейдікемер Мугла.

В межах проекту річку перекрили кам’яно-накидною греблею із бетонним облицюванням висотою 30 метрів (від фундаменту, висота від дна річки – 20 метрів) та довжиною 180 метрів. Вона утримує водосховище з об’ємом 22,9 млн м3 (корисний об’єм 20,4 млн м3), в якому припустиме коливання рівня у операційному режимі між позначками  1107,5 та 1115 метрів НРМ.
Зі сховища починається дериваційна траса довжиною 7,8 км, котра включає два тунелі загальною довжиною 5,3 км з діаметром 3,5 метра та три канали загальною довжиною 2,5 км з шириною по дну 3,5 метра. Вона спершу недовго прямує по правобережжю, після чого перетинає вузьку долину річки по мосту та переходить на її лівобережжя. По завершенні траси знаходиться відкритий балансувальний басейн розмірами 58х14 метрів з глибиною 9 метрів, з якого по схилу гори спускається напірний водовід довжиною 1,5 км зі спадаючим діаметром від 2 до 1,7 метра.
Машинний зал обладнали двома турбінами типу Пелтон потужністю по 30 МВт, які при напорі у 676 метрів забезпечують виробництво 216 кВт-год електроенергії на рік.

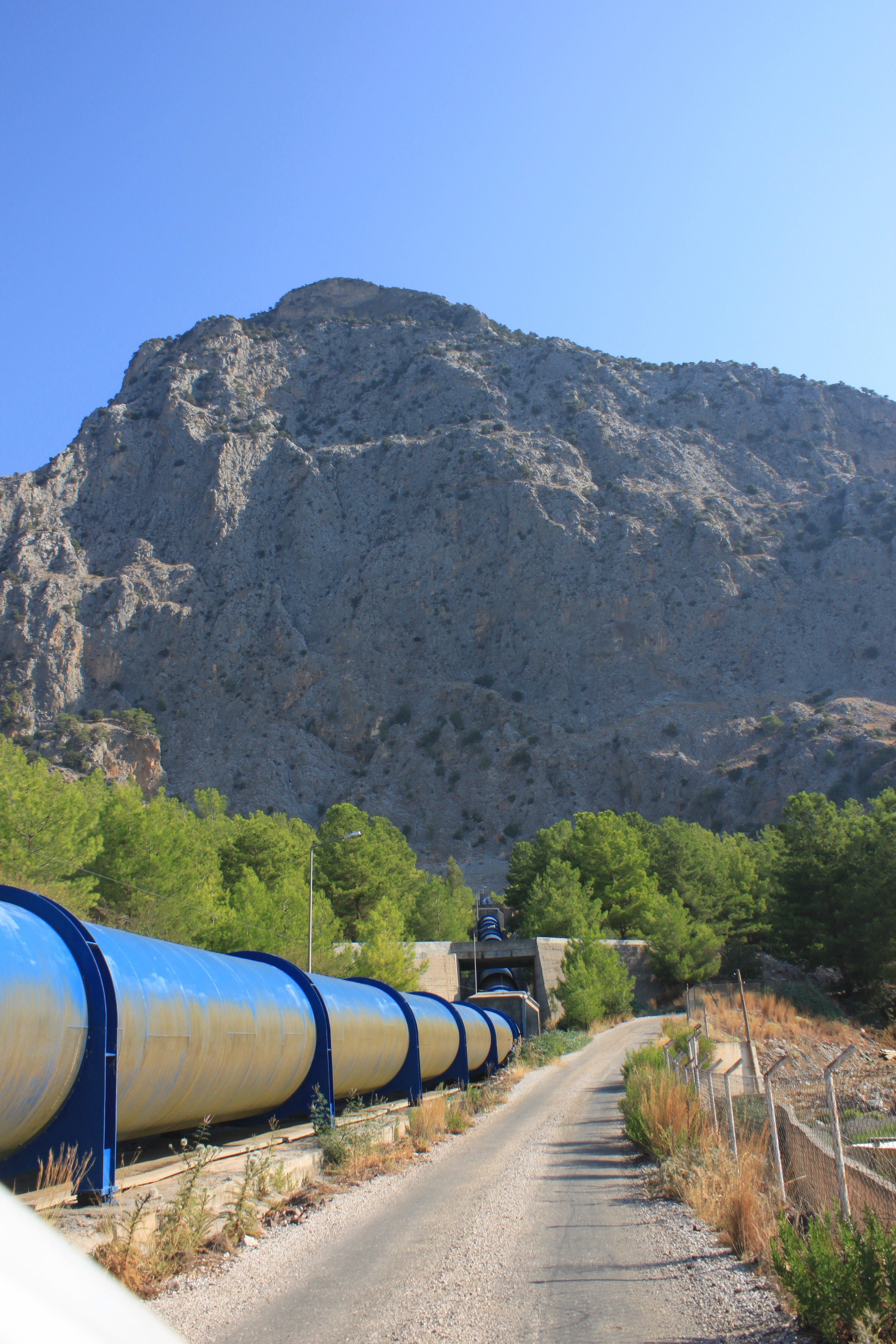
Орен; Труба електростанції Ешен.